# 桦木林街道
桦木林街道，是中华人民共和国黑龙江省鸡西市恒山区下辖的一个乡镇级行政单位。

## 行政区划
桦木林街道下辖以下地区：
桦木林社区。